# Javier Bellido Plaza
Javier Bellido Plaza (Bilbao, Biscaia, 9 de març de 1966) és un futbolista basc, ja retirat, que ocupava la posició de central.

## Trajectòria
Format al planter de l'Athletic Club, Bellido va pujar el 1985 a l'equip filial, el Bilbao Athletic, on va romandre tres anys abans de fitxar per la SD Eibar, sense haver debutat amb el primer equip bilbaí.
A l'Eibar només hi va estar la temporada 88/89, tot jugant 27 partits a la Segona Divisió. Va fitxar per l'Elx CF posteriorment. A l'equip del Baix Vinalopó va jugar dues campanyes, sent titular ambdues elles.
El 1991 Bellido signa per la SD Compostela, l'equip on disputaria la major part de la seua carrera esportiva. Amb els gallecs puja a primera divisió la 94/95, que també suposa el seu debut personal en la màxima categoria. Seria en la primera jornada, davant la Reial Societat.
Amb el Compostela juga quatre anys en primera divisió, sent titular en tots ells i arribant a marcar fins a set gols en la temporada del descens a Segona, la 98/99. Bellido va acompanyar a l'equip compostelà dues campanyes en la categoria d'argent, abans de penjar les botes.